# Бурантон
Буранто́н (фр. Bouranton) — коммуна во Франции, находится в регионе Шампань — Арденны. Департамент — Об. Входит в состав кантона Люзиньи-сюр-Барс. Округ коммуны — Труа.
Код INSEE коммуны — 10053.
Коммуна расположена приблизительно в 150 км к юго-востоку от Парижа, в 75 км южнее Шалон-ан-Шампани, в 9 км к востоку от Труа.

## Население
Население коммуны на 2008 год составляло 504 человека.
| 1962 | 1968 | 1975 | 1982 | 1990 | 1999 | 2008 |
| ---- | ---- | ---- | ---- | ---- | ---- | ---- |
| 169  | 186  | 218  | 440  | 475  | 451  | 504  |

## Экономика
В 2007 году среди 333 человек в трудоспособном возрасте (15—64 лет) 243 были экономически активными, 90 — неактивными (показатель активности — 73,0 %, в 1999 году было 72,9 %). Из 243 активных работали 232 человека (118 мужчин и 114 женщин), безработных было 11 (6 мужчин и 5 женщин). Среди 90 неактивных 26 человек были учениками или студентами, 45 — пенсионерами, 19 были неактивными по другим причинам.